# Xenotaenia resolanae
El mexcalpique leopardo (Xenotaenia resolanae) es una especie de pez actinopeterigio de agua dulce, la única del género monoespcífico Xenotaenia de la familia de los goodeidos.

## Biología
Con el cuerpo pequeño la longitud máxima descrita fue de 4 cm los machos y 5 cm las hembras. Son vívíparos y las hembras pueden tener una nueva camada cada dos meses.

## Distribución y hábitat
Se distribuye por ríos de América del Norte, en una zona muy restringida a los ríos Purificación y Marabasco en la vertiente pacífica del centro de México. Son peces de agua dulce tropical, de comportamiento bentopelágico, que prefieren temperaturas entre 22 y 25 °C. Habita los pequeños arroyos con vegetación densa, donde se alimenta de algas.